# Wykrywacz metalu

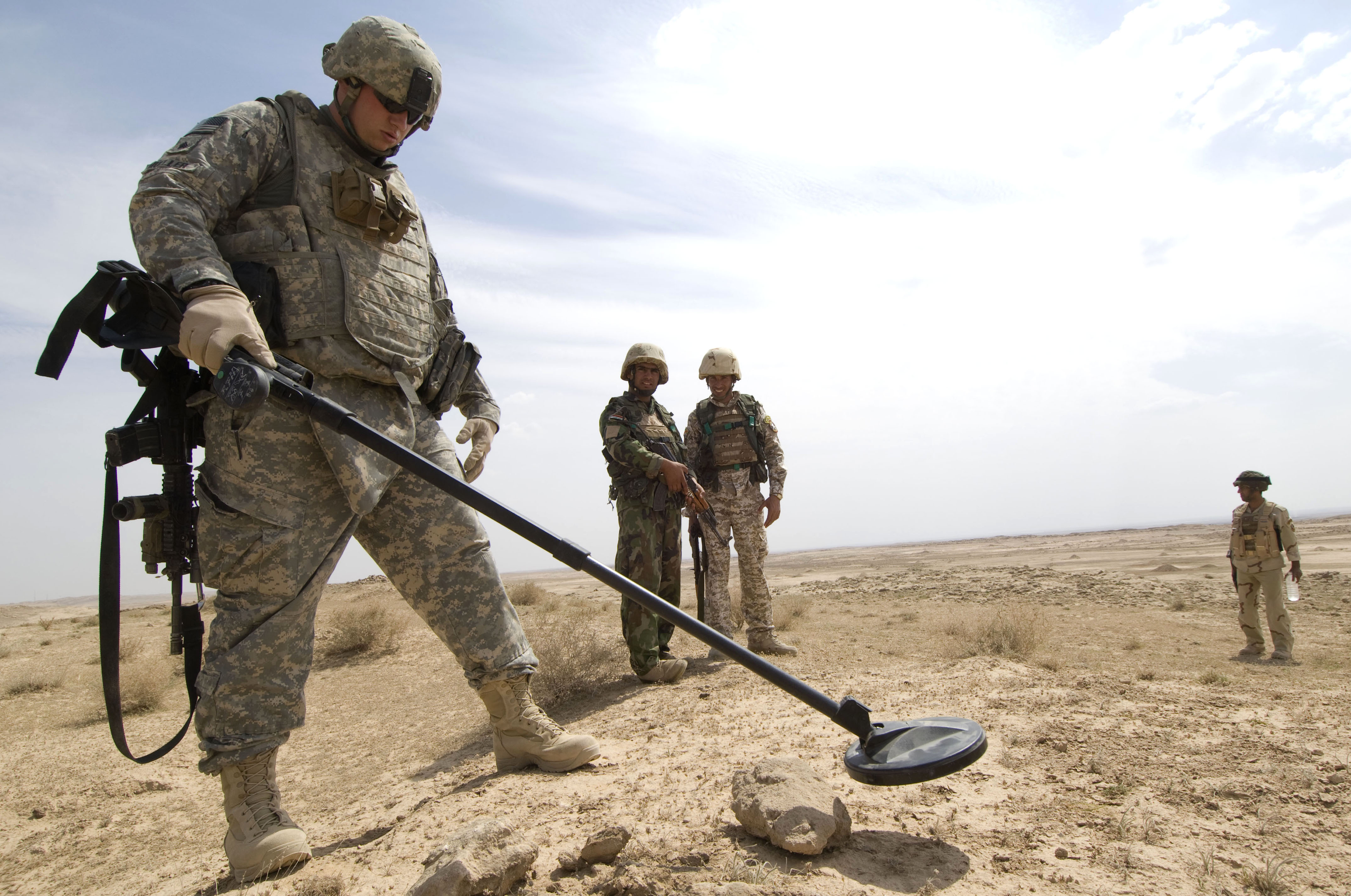
Wykrywacz metalu używany przez żołnierzy

Wykrywacz metalu – urządzenie, które wykorzystuje indukcję elektromagnetyczną do wykrywania metalu, zarówno w różnorodnych obiektach, jak i pod ziemią. Jeżeli znajduje się w pobliżu celu, obecność zostanie rozpoznana poprzez głośny dźwięk wytwarzany przez wykrywacz (im bliżej metalu, tym głośniejszy) albo przez drganie igły we wskaźniku. Istnieją również detektory statyczne, np. w więzieniach lub lotniskach.

## Historia

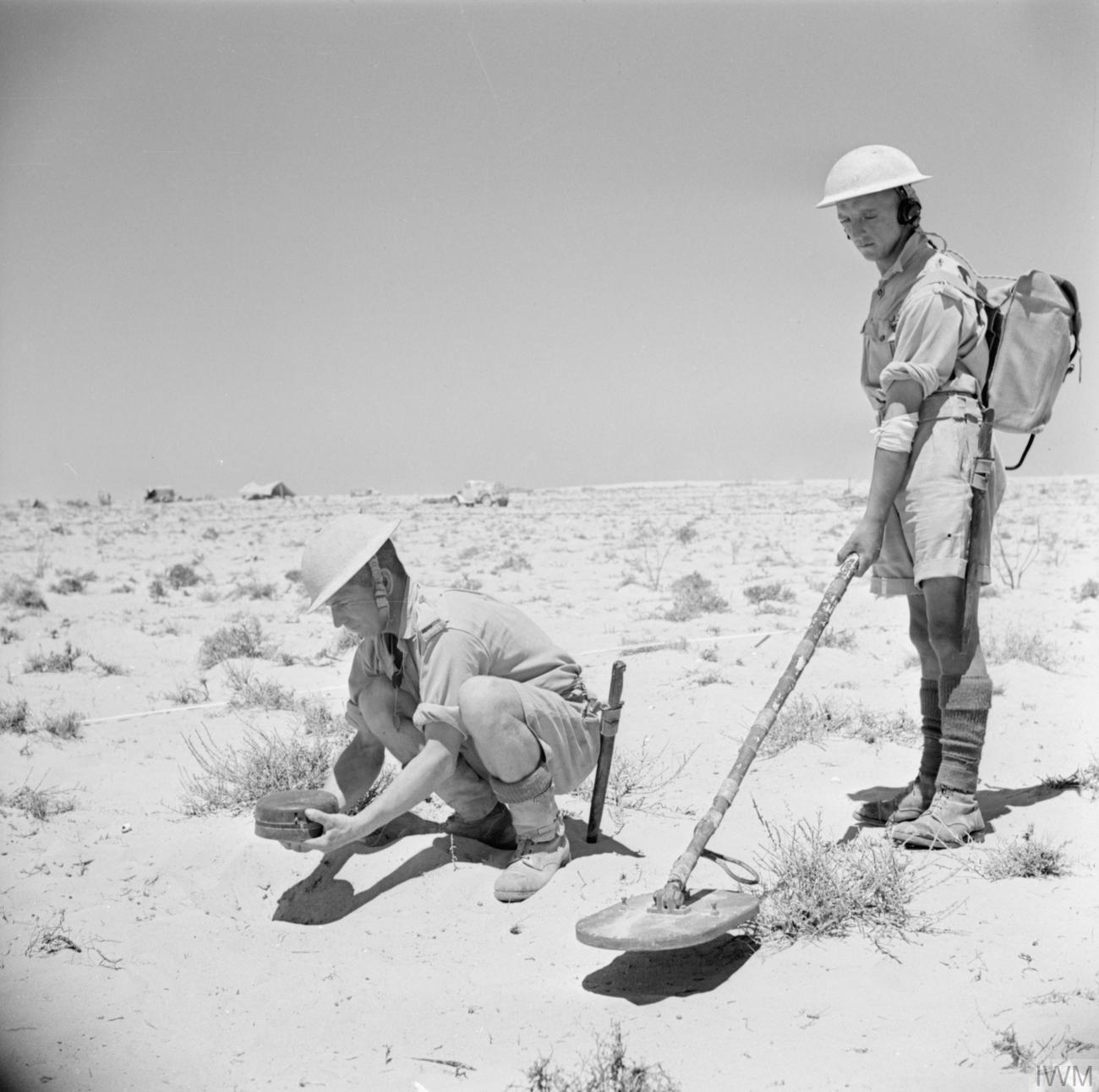
Polski wykrywacz Mine detector Mark I

Próby skonstruowania urządzenia wykrywającego metal sięgają XIX wieku. Jednym z pionierów był Alexander Graham Bell. W 1881 użył zbudowanego przez siebie urządzenia, by zlokalizować kulę tkwiącą w ciele ranionego w zamachu prezydenta Jamesa Garfielda. Pomimo iż wykrywacz działał, nie udało się odnaleźć kuli. Dopiero później okazało się, że jego pracę zakłócały metalowe sprężyny w materacu, na którym leżał prezydent.
Początek ery nowoczesnych wykrywaczy metalu przypada na lata 20. XX wieku. W 1925 Gerhard Fischer otrzymał patent na przenośne urządzenie tego rodzaju i rozpoczął komercyjną produkcję. Podobny wykrywacz skonstruował i opatentował w 1928 Shirl Herr.
Zimą 1941/1942 dwóch poruczników, Józef Kosacki oraz Andrzej Garboś (występujący pod wojennym pseudonimem Adam Galb), służących w Polskich Siłach Zbrojnych na Zachodzie, zaprojektowało pierwszy wykrywacz min, tzw. Mine detector (Polish) Mark I.

## Zastosowanie wykrywaczy

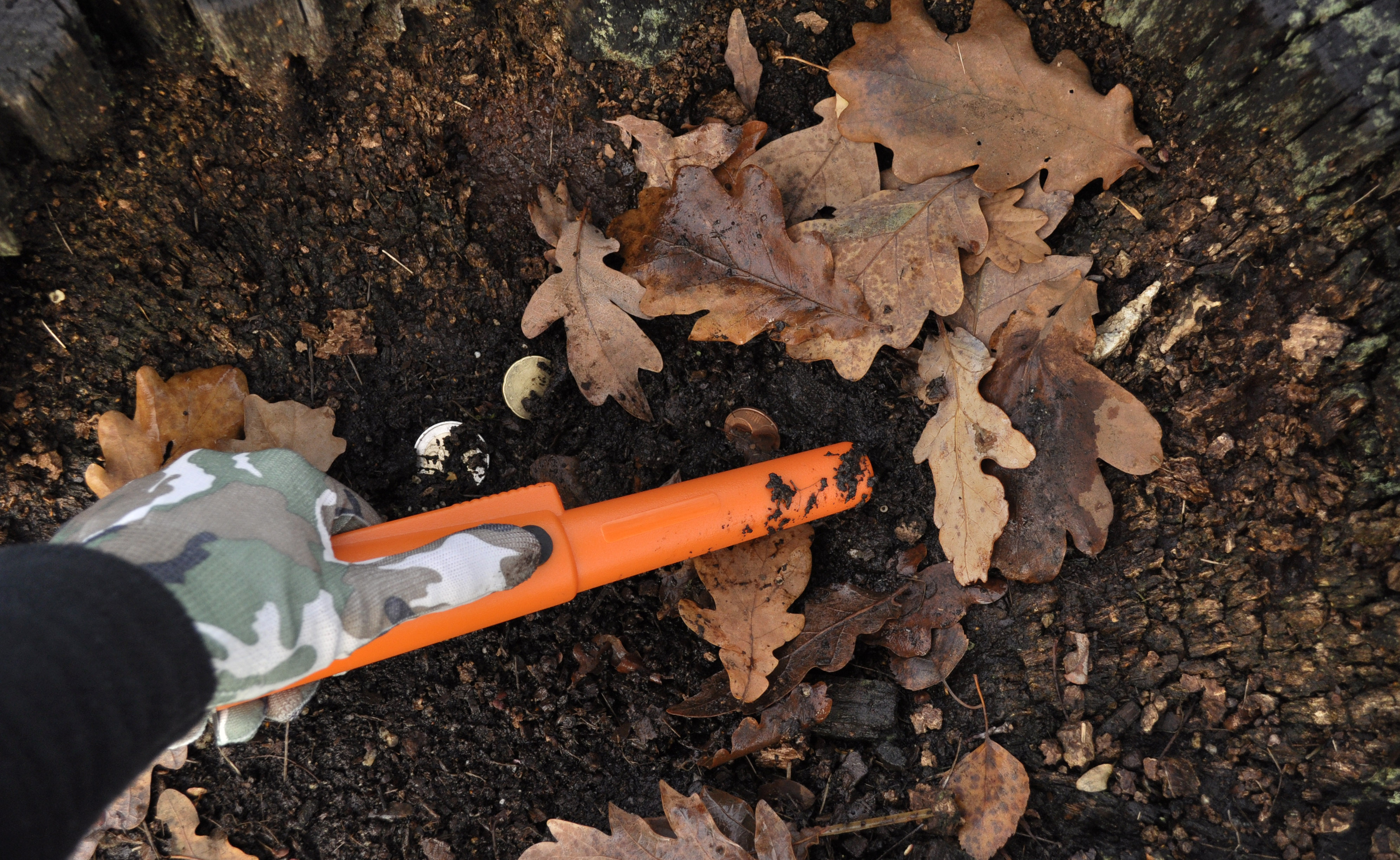
Szperacz - wykrywacz metali, uzupełniający

Wykrywacze metalu mogą mieć różne zastosowania. Najpopularniejsze z nich to poszukiwania niewybuchów, badania archeologiczne, jak również identyfikowanie przebiegu instalacji w ziemi lub wyszukiwanie przewodów elektrycznych w ścianach. Wykrywacze metali znalazły również zastosowanie wśród pasjonatów historii oraz poszukiwaczy „skarbów” minionych epok. Do przeszukiwania ziemi wykorzystywane są duże wykrywacze natomiast do przeszukiwania już w wygrzebanej ziemi służą tzw. szperacze.

## Typy wykrywaczy metalu
Występują trzy główne typy wykrywaczy metalu:
- BFO – (ang. Beat Frequency Oscillator – generator zdudnieniowy). Zasada działania opiera się na wykrywaniu zmian częstotliwości generatora. Zmiana indukcyjności spowodowana obecnością metalu w zasięgu cewki powoduje zmianę częstotliwości drgań generatora. Detektory te charakteryzują się prostotą konstrukcji i bardzo słabą czułością. Największą ich wadą jest jednak wrażliwość na warunki zewnętrzne. Tego typu wykrywacze były stosowane głównie po II wojnie światowej jako wykrywacze wojskowe zwane minerskimi.
- PI – Pulse Indicator – generator impulsów. Sygnał generowany jest przez cewkę, a następnie odbierane jest echo. Wykrywacze tego typu nie posiadają rozróżniania metali. Wady to duży pobór prądu, mała stabilność, która wymusza częstsze strojenie. U tego typu wykrywaczy trudno o funkcje dyskryminacji metalu.
- VLF, VLF-TR – ang. Very Low Frequency – wykrywacze pracujące na niskiej częstotliwości w układzie nadajnik-odbiornik. Cewka nadawcza generuje sygnał sinusoidalny. Jeżeli w polu cewki nadawczej znajdzie się metal, to przez układ odbiorczy odebrany zostanie zakłócony sygnał nadawczy. Wykrywacze tego typu posiadają najczęściej tzw. dyskryminację, czyli możliwość wyboru, jakiego metalu wykrycie ma być sygnalizowane, a jakiego ignorowane.

## Prawne warunki korzystania z wykrywaczy metali
Wykrywacze metalu w poszukiwaniach archeologicznych bywają wykorzystywane zarówno przez archeologów oraz przez amatorów (w tych krajach, w których amatorom wolno prowadzić poszukiwania archeologiczne). W niektórych krajach do używania wykrywaczy metalu potrzebne są specjalne zezwolenia. Zgodnie z obowiązującym w Polsce prawem
poszukiwanie ukrytych lub porzuconych zabytków ruchomych, w tym zabytków archeologicznych, przy użyciu wszelkiego rodzaju urządzeń elektronicznych i technicznych oraz sprzętu do nurkowania wymaga pozwolenia właściciela terenu oraz właściwego wojewódzkiego konserwatora zabytków. W trakcie poszukiwań wykrywaczem nie wolno naruszać stanu cmentarza, uszkadzać dobra kultury, itp. Jeśli znalezisko ma wartość historyczną, naukową lub artystyczną, wówczas z mocy prawa należy do Skarbu Państwa i należy ją przekazać najbliższemu organowi administracji (zachowanie takiej rzeczy jest występkiem przywłaszczenia). Inne znaleziska należą do znalazcy.